# Tofépi
 (septembre 2018).
Tofépi est un auteur français de bande dessinée, né le 21 septembre 1974 en Vendée. Il effectue ses études à l'École supérieure des arts décoratifs de Strasbourg.

## Biographie
Il est cofondateur de la maison d'édition associative Les taupes de l'espace, qui publie Le journal de Judith et Marinette. Sa série Les Carroulet raconte le quotidien d'une famille populaire.

## Œuvres

### Ouvrages personnels
Série Les Carroulet
- Putoche!, 1999 (éd. Les Taupes de l'Espace)
- Rebelote, 2001 (éd. du Seuil)[1]
- Tartines de succès, 2004 (éd. du Seuil)
- Nicotine crime, 2005 (éd. du Seuil)
- Poco-Woki, prince des chasseurs, 2007 (éd.Delcourt)

### Ouvrages collectifs
- participation au Comix 2000